# Pomacentrus brachialis
Pomacentrus brachialis là một loài cá biển thuộc chi Pomacentrus trong họ Cá thia. Loài này được mô tả lần đầu tiên vào năm 1830.

## Từ nguyên
Tính từ định danh brachialis trong tiếng Latinh có nghĩa là "ở cánh tay", hàm ý đề cập đến đốm đen bao quanh gốc vây ngực.

## Phạm vi phân bố và môi trường sống

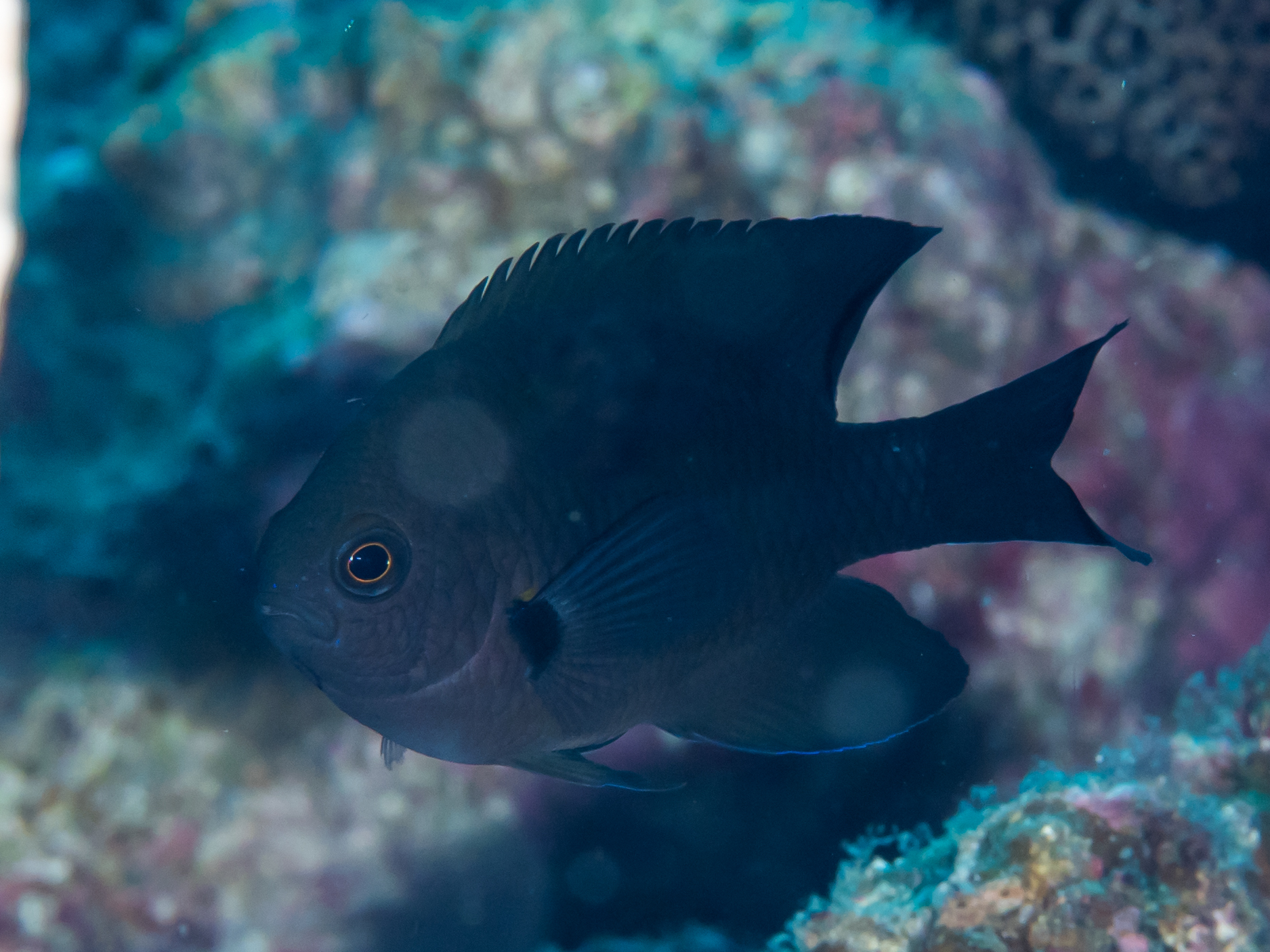
P. brachialis đang lớn

Phạm vi của P. brachialis trải dài từ vùng biển các nước Đông Nam Á đến các đảo quốc thuộc Melanesia, xa hơn ở phía đông đến Tonga, giới hạn ở phía bắc đến quần đảo Ryukyu (Nhật Bản), phía nam đến vịnh Moreton (Queensland, Úc) và các rạn san hô trên biển San Hô.
Tại Việt Nam, P. brachialis được ghi nhận dọc theo vùng bờ biển Khánh Hòa–Ninh Thuận, cù lao Chàm (Quảng Nam), đảo Lý Sơn (Quảng Ngãi), cù lao Câu (Bình Thuận) và quần đảo Trường Sa.
P. brachialis sống gần những rạn san hô và mỏm đá ngầm ở độ sâu trong khoảng 6–40 m.

## Mô tả
Chiều dài lớn nhất được ghi nhận ở P. brachialis là 8 cm. Cơ thể của P. brachialis có màu nâu xám sẫm với một đốm đen lớn ở gốc vây ngực. Mống mắt có viền màu vàng bao quanh đồng tử. Cá con có màu xanh lam xám với viền xanh óng ở các vây.
Số gai ở vây lưng: 13; Số tia vây ở vây lưng: 13–15; Số gai ở vây hậu môn: 2; Số tia vây ở vây hậu môn: 14–15; Số gai ở vây bụng: 1; Số tia vây ở vây bụng: 5.

## Sinh thái học
Thức ăn của P. brachialis bao gồm tảo và các loài động vật phù du. Cá đực có tập tính bảo vệ và chăm sóc trứng.